# Duosperma longicalyx
Duosperma longicalyx är en akantusväxtart. Duosperma longicalyx ingår i släktet Duosperma och familjen akantusväxter.

## Underarter
Arten delas in i följande underarter:
- D. l. longicalyx
- D. l. magadiense
- D. l. mkomaziense